# Maria-Ward-Realschule Augsburg
Die Maria-Ward-Realschule Augsburg ist eine gemischte Realschule in der Augsburger Innenstadt. Die Schule ist in Trägerschaft der katholischen Kirche (Schulwerk der Diözese Augsburg).

## Geschichte
Im Jahr 1662 kamen sechs adlige Klosterschwestern aus England, darunter Mary Poyntz, eine Gefährtin Maria Wards, nach Augsburg. Sie gründeten das Kloster Herz Jesu, eine Armenschule sowie eine höhere Schule für Mädchen, auch Englisches Institut genannt, in der Frauentorstraße nahe dem Augsburger Dom. Nach einem Besuch Kaiser Leopolds I. und seines Hofstaats im Jahr 1690 erhielten die Englischen Fräulein das Bürgerrecht, dank dem die Schule der Säkularisation entging.
Während des Dritten Reiches, genauer zwischen den Jahren 1941 und 1945, wurde der Unterricht durch die Ordensschwestern verboten. Im Jahr 1944 wurde das Schulgebäude bei den Luftangriffen auf Augsburg nahezu vollständig zerstört. Als die Schwestern die Schule 1948 wieder führen durften, wurde das Englische Institut in Gymnasium und Realschule (damals Mittelschule) aufgeteilt. In den folgenden Jahren wuchs die Anzahl der Schülerinnen stark an, da zum einen die Realschulzeit zweimal verlängert wurde und da zunehmend mehr Schülerinnen aufgenommen wurden.
Am 1. Januar 1992 übernahm das Schulwerk der Diözese Augsburg die Trägerschaft der Schule, weil der bisherige Träger, das Maria-Ward-Institut, finanzielle Probleme hatte.
Zu Beginn des Schuljahrs 2010/2011 übernahm Rosa Müller die Schulleitung und öffnete die Schule auch für Jungen.

## Wahlpflichtfächergruppen
Vor dem Übertritt in die 7. Jahrgangsstufe müssen sich die Schülerinnen und Schüler für einen Zweig entscheiden. Aktuell werden fünf verschiedene Wahlpflichtfächergruppen angeboten:
- Zweig I: mathematisch-naturwissenschaftlich-technischer Bereich
- Zweig II: wirtschaftlicher Bereich
- Zweig III a: fremdsprachlicher Bereich (zweite Fremdsprache Französisch)
- Zweig III b: hauswirtschaftlicher Bereich
- Zweig III b: musikalischer Bereich

## Bekannte Absolventen
- Mimi Elisabeth und Josefin Elvira Vogler als Duo HAVET, Gewinner von der 7. Staffel der Castingshow The Voice Kids[6]